# 나보트 낭종
나보트 낭종(nabothian cyst, nabothian follicle) 또는 나보시안 낭종은 자궁경부 표면에 위치하는, 점액으로 채워진 낭종이다. 대부분은 외자궁경부의 중층편평상피가 자궁경관점막의 단층원주상피 위로 성장할 때 발생한다. 이렇게 조직이 성장하면 자궁와(cervical crypt)를 차단할 수 있다.

## 개요
나보트 낭종은 무해한 것으로 간주되며 일반적으로 스스로 사라지지만 일부는 계속 남아있을 수 있다. 일부 여성은 자신의 월경 주기와 관련하여 보였다가 사라지는 것을 경험한다.

## 같이 보기
- 낭종
- 용종